# かがやける愛の日に
「かがやける愛の日に」（かがやけるあいのひに）は、尾崎紀世彦の楽曲。1973年6月5日、11枚目のシングルとして日本フォノグラムより発売。規格品番はFS-1753。

## 解説
1973年、第2回東京音楽祭参加曲。国内大会でゴールデンカナリー賞と歌唱賞を受賞。第1回東京音楽祭参加曲「ふたりは若かった」に続いて世界大会に出場。1973年4月29日に開催された、同世界大会で銀賞を受賞した。

## 収録曲
1. かがやける愛の日に
  - 作詞：阿久悠、作曲：筒美京平、編曲：葵まさひこ
2. ララバイ
  - 作詞：阿久悠、作曲：筒美京平、編曲：高田弘

## 収録アルバム
初出アルバム
- 『かがやける愛の日に/尾崎紀世彦 Kieyo Now』 (#01) 1973年

コンピレーション・アルバム
- 『尾崎紀世彦アプローズ・デラックス・パック 』 (＃02) 1973年
- 『GOLDEN☆BEST 尾崎紀世彦』 (#11) 2003年
- 『ザ・プレミアム・ベスト尾崎紀世彦』 (#10) 2009年

他多数
- 『筒美京平 マイ・コレクション 半田健人』 (#12) 2021年[4][5]

## リリース日一覧
| リリース日     | 規格     | 品番       | 摘要                                     |
| -------------- | -------- | ---------- | ---------------------------------------- |
| 1973年6月5日   | EP       | FS-1753    | オリジナル盤                             |
| 2010年9月15日  | MP3、AAC | 音楽配信   | 『GOLDEN☆BEST 尾崎紀世彦』 (#11)         |
| 2013年12月18日 | CD-R     | VODL-30854 | オリジナル・レコードのオンデマンドCD復刻 |

## カバー
かがやける愛の日に
- 西村協（1980年、アルバム『SEE YOU AGAIN』28MZ1002 収録）